# Niverka Marte
Niverka Dharlenis Marte Frica (Santo Domingo, 19 ottobre 1990) è una pallavolista dominicana, palleggiatrice del Jakarta Popsivo.

## Carriera

### Club
La carriera di Niverka Marte inizia nel 2004, prendendo parte alle competizioni locali di livello semi-professionistico, giocando per diversi club come il Deportivo Nacional, il Modeca, il Mirador, il La Romana ed il Distrito Nacional.
Nella stagione 2012-13 gioca per la prima volta in un campionato professionistico, ingaggiata dall'İqtisadçı, nella Superliqa azera, col quale si classifica al secondo posto. Dopo due annate in collegiale con la nazionale, nel 2015 torna al Mirador, prendendo parte al campionato mondiale per club 2015.
Nella stagione 2015-16 viene tesserata dal Le Cannet, militante nel massimo campionato francese, aggiudicandosi la supercoppa nazionale. Torna quindi in collegiale con la nazionale, firmando un altro contratto all'estero per il campionato 2017-18, quando si accasa nella Liga Nacional Superior de Voleibol con il Deportivo Géminis; conclusi gli impegni con la formazione peruviana, torna a giocare in patria per la prima edizione della Liga de Voleibol Superior con il Guerreras. Nel campionato seguente è ancora legata al Deportivo Géminis, per poi fare ritorno al Guerreras per la Liga de Voleibol Superior 2019.
Torna a giocare all'estero nel gennaio 2020, firmando per la seconda parte dell'annata 2019-20 col Kale 1957, club impegnato nel campionato cadetto turco. Dopo essere tornata in patria per disputare la Liga de Voleibol Superior 2021 con il Guerreras, all'inizio del 2022 approda in Indonesia, dove è di scena nella Proliga con il Jakarta Pertamina: resta nel medesimo campionato anche per l'edizione seguente, ma con il Jakarta Popsivo.

### Nazionale
Fa parte delle selezioni giovanili dominicane, disputando la finale al campionato nordamericano Under-18 2006, al campionato nordamericano Under-20 2008, in cui riceve il premio di miglior palleggiatrice, e al campionato mondiale Under-20 2009.
Nel 2008 debutta in nazionale maggiore, vincendo la Coppa panamericana; un anno dopo, invece, dopo la finale persa alla Coppa panamericana e il terzo posto alla Final Four Cup, vince il campionato nordamericano; grazie alla vittoria nella competizione continentale partecipa alla Grand Champions Cup, dove si classifica al terzo posto. Nel 2010 vince la Coppa panamericana, la Final Four Cup e la medaglia d'oro ai XXI Giochi centramericani e caraibici. Un anno dopo è finalista prima alla Coppa panamericana e poi al campionato nordamericano. Nel 2012 vince la Coppa panamericana Under-23 e partecipa ai Giochi della XXX Olimpiade di Londra.
Continua a collezionare medaglie anche negli anni seguenti: vince la medaglia d'argento alla Coppa panamericana 2013, seguita dall'oro nell'edizione seguente del torneo e al campionato nordamericano 2013 e ai XXII Giochi centramericani e caraibici; in seguito conquista la medaglia d'oro alla NORCECA Champions Cup 2015, quella d'argento alla Coppa panamericana 2015, il bronzo ai XVII Giochi panamericani e l'argento al campionato nordamericano 2015, venendo anche premiata come miglior palleggiatrice.
Dopo aver vinto la medaglia d'oro alla Coppa panamericana 2016, nell'edizione 2017, 2018 e 2019 del torneo vince l'argento, oltre all'oro ai XIII Giochi centramericani e caraibici e ai XVIII Giochi panamericani, seguiti dall'argento alla NORCECA Champions Cup 2019 e da un altro oro al campionato nordamericano 2019. Nel 2021, oltre a partecipare ai Giochi della XXXII Olimpiade, si aggiudica altre due medaglie d'oro al campionato nordamericano e alla NORCECA Final Six. Un anno dopo conquista ancora un oro alla Coppa panamericana, venendo premiata come miglior giocatrice del torneo, a cui segue un altro oro alla NORCECA Final Six 2022, dove viene insignita del premio come miglior palleggiatrice.
Nel 2023 vince l'oro ai XXIV Giochi centramericani e caraibici, premiata anche in questo caso come miglior palleggiatrice, l'argento alla NORCECA Final Six e ancora un oro al campionato nordamericano e ai XIX Giochi panamericani, premiata in quest'ultimo torneo come miglior giocatrice. Un anno dopo torna a vince l'oro alla NORCECA Final Six.

## Palmarès

### Club
- Supercoppa francese: 1

2015

### Nazionale (competizioni minori)
- Campionato nordamericano Under-18 2006
- Campionato nordamericano Under-20 2008
- Coppa panamericana 2008
- Final Four Cup 2008
- Coppa panamericana 2009
- Campionato mondiale Under-20 2009
- Final Four Cup 2009
- Coppa panamericana 2010
- Giochi centramericani e caraibici 2010
- Final Four Cup 2010
- Coppa panamericana 2011
- Coppa panamericana Under-23 2012
- Montreux Volley Masters 2013
- Coppa panamericana 2013
- Coppa panamericana 2014
- Giochi centramericani e caraibici 2014
- NORCECA Champions Cup 2015
- Coppa panamericana 2015
- Giochi panamericani 2015
- Coppa panamericana 2016
- Coppa panamericana 2017
- Coppa panamericana 2018
- Giochi centramericani e caraibici 2018
- Coppa panamericana 2019
- Giochi panamericani 2019
- NORCECA Champions Cup 2019
- NORCECA Final Six 2021
- Coppa panamericana 2022
- NORCECA Final Six 2022
- Giochi centramericani e caraibici 2023
- NORCECA Final Six 2023
- Giochi panamericani 2023
- NORCECA Final Six 2024

### Premi individuali
- 2008 - Campionato nordamericano Under-20: Miglior palleggiatrice
- 2014 - XXII Giochi centramericani e caraibici: Miglior palleggiatrice
- 2015 - Coppa del Mondo: Miglior palleggiatrice
- 2015 - Campionato nordamericano: Miglior palleggiatrice
- 2020 - Qualificazioni nordamericane ai Giochi della XXXII Olimpiade: Miglior palleggiatrice
- 2022 - Coppa panamericana: MVP
- 2022 - NORCECA Final Six: Miglior palleggiatrice
- 2023 - XXIV Giochi centramericani e caraibici: Miglior palleggiatrice
- 2023 - XIX Giochi panamericani: MVP